# FFK Ungdom
FFK Ungdom (tidigare Young Pilots), är en ideell ungdomsorganisation tillhörande totalförsvarsorganisationen Frivilliga Flygkåren. FFK Ungdoms mål är att rekrytera nya piloter till moderorganisationen, men även att utbilda och förse flyggrupperna med spanare. Utöver den operativa verksamheten så genomför även organisationen flygrelaterade aktiviteter och läger.
FFK Ungdoms målgrupp är ungdomar från 15 års ålder till och med 25 års ålder.

## FFK Ungdom sektioner
2005 startades dåvarande Young Pilots i Stockholms län. Organisationen har som målsättningen att det skall finnas en Sektion i varje län, då kopplat till respektive länsledning i FFK. 
Varje sektion drivs av representanter, Sektionsledare, som valts av medlemmarna i sektionen och som verkar helt ideellt. Idag finns det 8 sektioner runt om i Sverige med varierande utbud av aktiviteter.
Sektionerna arbetar närmas medlemmarna och erbjuder allt ifrån enklare träffar till veckoläger under somrarna. 